# Liga Venezolana de Béisbol Profesional 2010-11
La temporada de la Liga Venezolana de Béisbol Profesional 2010-11 es la 63.ª edición de este campeonato. Comenzó el 12 de octubre de 2010 y finalizó el 30 de diciembre de 2010. Un total de 8 equipos participaron en la competición al igual que en la temporada pasada. Los cinco mejores equipos posicionados en la Ronda Regular obtuvieron un cupo directo al Round Robin o Todos Contra Todos. Caribes de Anzoátegui hizo historia al coronarse campeón por primera vez y disputar la Serie del Caribe de 2011 en Mayagüez, Puerto Rico.

## Equipos participantes
| Equipos                   | Equipos   | Equipos                    | Equipos                   | Equipos      | Equipos   | Equipos |
| Equipo                    | Fundación | Ciudad/Estado              | Estadio                   | Inauguración | Capacidad |         |
| ------------------------- | --------- | -------------------------- | ------------------------- | ------------ | --------- | ------- |
| Águilas del Zulia         | 1969      | Maracaibo, Zulia           | Luis Aparicio "El Grande" | 1955         | 23,000    |         |
| Bravos de Margarita       | 2007      | Porlamar, Nueva Esparta    | Estadio Nueva Esparta     | 1990         | 16,000    |         |
| Cardenales de Lara        | 1942      | Barquisimeto, Lara         | Antonio Herrera Gutiérrez | 1969         | 20,450    |         |
| Caribes de Anzoátegui     | 1987      | Puerto La Cruz, Anzoátegui | Alfonso Chico Carrasquel  | 1991         | 18,000    |         |
| Leones del Caracas        | 1942      | Caracas, Distrito Capital  | Universitario de Caracas  | 1951         | 20,763    |         |
| Navegantes del Magallanes | 1917      | Valencia, Carabobo         | José Bernardo Pérez       | 1955         | 15,000    |         |
| Tiburones de La Guaira    | 1962      | La Guaira, Vargas          | Universitario de Caracas  | 1951         | 20,763    |         |
| Tigres de Aragua          | 1965      | Maracay, Aragua            | José Pérez Colmenares     | 1965         | 15,000    |         |

## Estadios
|                                                                                                   | | |
|                                                                                                   | | |
| Estadio La Ceiba Ciudad: Ciudad Guayana Capacidad: 30.000 Club: No tiene                          | Estadio Universitario (UCV) Ciudad: Caracas Capacidad: 25.690 Club: Leones del Caracas Tiburones de La Guaira | Estadio Luis Aparicio "El Grande" Ciudad: Maracaibo Capacidad: 23.900 Club: Águilas del Zulia        |
|                                                                                                   | | |
| Estadio Antonio Herrera Gutiérrez Ciudad: Barquisimeto Capacidad: 20.450 Club: Cardenales de Lara | Estadio Alfonso Chico Carrasquel Ciudad: Puerto La Cruz Capacidad: 18.000 Club: Caribes de Anzoátegui         | Estadio Nueva Esparta Ciudad: Porlamar Capacidad: 16.100 Club: Bravos de Margarita                   |
|                                                                                                   | | |
| Estadio José Bernardo Pérez Ciudad: Valencia Capacidad: 15.500 Club: Navegantes del Magallanes    | Estadio José Pérez Colmenares Ciudad: Maracay Capacidad: 15.000 Club: Tigres de Aragua                        | Estadio Antonio Herrera Gutiérrez de Carora Ciudad: Carora Capacidad: 5.000 Club: Cardenales de Lara |

## Temporada regular
|                                                 |    | Equipos de béisbol        | PJ | PG | PP | AVE. | Dif. | R   | U-10 | H     | V     |
| ----------------------------------------------- | -- | ------------------------- | -- | -- | -- | ---- | ---- | --- | ---- | ----- | ----- |
|                                                 | 1. | Leones del Caracas        | 63 | 35 | 28 | .556 | --   | 6-4 | P-1  | 16-16 | 19-12 |
|                                                 | 2. | Águilas del Zulia         | 63 | 35 | 28 | .556 | --   | 8-2 | G-4  | 17-15 | 18-13 |
|                                                 | 3. | Caribes de Anzoátegui     | 63 | 34 | 29 | .540 | 1.0  | 7-3 | G-2  | 21-10 | 13-19 |
|                                                 | 4. | Tigres de Aragua          | 63 | 33 | 30 | .524 | 2.0  | 5-5 | G-1  | 19-13 | 14-17 |
|                                                 | 5. | Bravos de Margarita       | 61 | 31 | 30 | .508 | 3.0  | 4-6 | P-1  | 18-14 | 13-16 |
|                                                 | 6. | Cardenales de Lara        | 63 | 28 | 35 | .444 | 7.0  | 4-6 | P-2  | 17-14 | 11-21 |
|                                                 | 7. | Navegantes del Magallanes | 63 | 28 | 35 | .444 | 7.0  | 3-7 | P-4  | 16-15 | 12-20 |
|                                                 | 8. | Tiburones de La Guaira    | 61 | 26 | 35 | .426 | 8.0  | 3-7 | G-1  | 14-15 | 12-20 |
| Datos actualizados al: 30 de diciembre de 2010. |    |                           |    |    |    |      |      |     |      |       |       |